# Landkreis Bad Kreuznach
Landkreis Bad Kreuznach är ett distrikt i det tyska förbundslandet Rheinland-Pfalz. Distriktet har 155 401 invånare (31 december 2011) och huvudorten är Bad Kreuznach. Arean är cirka 864 km².
1. ↑  GeoNames, 2005, Geonames-ID: 2953415, läs online och läs online.[källa från Wikidata]